# Monomer
Un monomer (mono-, „unu” + -mer, „parte”)  este un compus organic capabil să formeze polimeri prin unirea repetată a moleculelor sale, sau copolimeri prin unirea repetată a moleculelor sale cu moleculele altor compuși nesaturați.  De obicei, un monomer are o masă moleculară mică și compoziție simplă. 
Cei mai importanți și mai folosiți monomeri sunt cei de tip vinilic:
- clorură de vinil
- acetat de vinil
- vinilbenzen
- cianură de vinil;

și cei de tip dienic:
- butadienă
- cloropren
- izopren